# Torres de Albarracín
Torres de Albarracín è un comune spagnolo di 158 abitanti situato nella comunità autonoma dell'Aragona.